# Sailing Free
Singles de Olivia
Wish/Starless Night
(2006)
Sailing Free est le 11e single de Olivia sorti sous le label Cutting Edge le 15 avril 2009 au Japon. Il atteint la 25e place du classement de l'Oricon. Il se vend à 2 418 exemplaires la première semaine, et reste classé pendant 4 semaine, pour un total de 4 218 exemplaires vendus. Il sort en format CD et CD+DVD, avec 2 versions différentes : version OLIVIA ou version BASARA.
Sailing Free a été utilisé comme thème de fermeture du jeu vidéo Sengoku BASARA Battle Heroes sur PSP. Sailing Free, Love Love Love et Undress se trouve sur l'album européen Trinka Trinka +.

## Liste des titres
| 1. | Sailing Free   | Olivia Lufkin, Kawamura Masumi | Olivia Lufkin, Inoran, H. Hayama | 5:02 |
| 2. | Love Love Love | Olivia Lufkin                  | Olivia Lufkin, Rui, kansei       | 6:01 |
| 3. | Undress        | Olivia Lufkin                  | Olivia Lufkin, Rui, kansei       | 4:11 |

| 1. | Sailing free -OLIVIA ver.- |  |

| 1. | Sailing free -BASARA ver.- |  |